# Saltrup Station
Saltrup Station er en dansk jernbanestation i i landsbyen Saltrup i Nordsjælland.
56°3′16.03″N 12°19′18.81″Ø / 56.0544528°N 12.3218917°Ø